# Raucourt-au-Bois
 Raucourt-au-Bois là một xã ở trong tỉnh Nord ở miền bắc nước Pháp. Xã này có diện tích 1,04 kilômét vuông, dân số năm 1999 là 149 người. Xã nằm ở khu vực có độ cao trung bình 103 mét trên mực nước biển.